# Fukuchilite
La fukuchilite est un sulfure de cuivre et de fer de formule chimique Cu3FeS8 nommé d'après le minéralogiste japonais Nobuyo Fukuchi (1877-1934). Elle se trouve dans des gisements de gypse-anhydrite aux points d'intersection de petites masses de barytine, de covellite, de gypse et de pyrite, et est principalement trouvée dans la mine de Hanawa dans la préfecture d'Akita sur l'île de Honshū au Japon, où elle a été découverte pour la première fois en 1969. Elle se présente en masses dans la troisième unité géologique des dépôts de type Kuroko dans la mine. Son symbole IMA est Fuk.
En tant que sulfure de cuivre et de fer, la fukuchilite appartient au même groupe que la bornite et la chalcopyrite, et la plupart des sites où elle se trouve sont relativement proches de ces minéraux. La fukuchilite a une couleur de réflexion très similaire à celle de la bornite, d'un brun rosâtre vif dans l'air, tandis qu'elle est d'un brun violacé dans l'huile. On a également constaté qu'elle avait une réactivité inférieure à celle de la pyrite, mais nettement supérieure à celle de la bornite. Elle a une dureté de 4 à 6 sur l'échelle de Mohs, une densité de 4,9 et un éclat sub-métallique, composée de 11,1 % de fer, 37,9 % de cuivre et 51,00 % de soufre.
Elle appartient au système cristallin cubique isotrope de symétrie : (2/m 3), groupe d'espace P a3. Une grande partie de la structure du minéral fait encore l'objet de débats, et certains pensent que la fukuchilite pourrait en fait être une forme de villamaninite (Cu,Ni,Co,Fe)S2 mais la fukuchilite conserve actuellement son statut minéral car il n'y a actuellement pas suffisamment de preuves pour discréditer un minéral déjà accepté et titré.